# Friedrich Ernst Fesca
Pour les articles homonymes, voir Fesca.
 (novembre 2023).
Si vous disposez d'ouvrages ou d'articles de référence ou si vous connaissez des sites web de qualité traitant du thème abordé ici, merci de compléter l'article en donnant les références utiles à sa vérifiabilité et en les liant à la section « Notes et références ».
Friedrich Ernst Fesca (15 février 1789 à Magdebourg dans le duché de Magdebourg - 24 mai 1826 à Karlsruhe en grand-duché de Bade) est un violoniste et compositeur prussien.

## Biographie
Il naît à Magdebourg le 15 février 1789. Son père, Johann Peter August Fesca, juge de marché de Magdebourg, est actif dans la vie musicale de la ville ; il consacre beaucoup de son temps à la pratique du violoncelle et du piano. Sa mère est chanteuse ; elle a été l'élève de Johann Adam Hiller et de Marianne Podleska. Elle était chanteuse professionnelle dans sa jeunesse.
Friedrich commence sa formation musicale à Magdebourg et complète ses études à Leipzig avec le Thomaskantor August Eberhard Müller. À l'âge de quatre ans, il pouvait jouer des pièces de difficulté moyenne au piano et il commença à étudier le violon à cet âge. À quinze ans, il joue en concert plusieurs concertos pour violon, pour lequel il est généralement bien reçu ; il est alors nommé premier violon de l'Orchestre du Gewandhaus de Leipzig. Il occupe ce poste jusqu'en 1806 quand il devient premier violon du duc Pierre Ier d'Oldenbourg. En 1808, il est nommé violon solo par le roi Jérôme de Westphalie au Staatstheater (en) de Cassel ; il y reste jusqu'à la fin de l'occupation française en 1814. Il part alors pour Vienne et revient peu après à Karlsruhe, où il est nommé premier violon du grand duc de Bade.
Sa santé déclinante l'empêche de profiter de ses succès et en 1826 il meurt de tuberculose à l'âge de 37 ans.
Son fils Alexander est également un compositeur renommé.

## Œuvres
Comme virtuose Fesca fait partie des meilleurs musiciens de l'école allemande de violon avec Spohr et Joachim. Parmi ses compositions, ses quatuors et autres pièces de musique de chambre sont les plus remarquables. Ses trois symphonies (no 1 en mi♭, Op. 6 ; no 2 en ré, Op. 10 ; no 3 en ré, Op. 13) avec ses œuvres de musique de chambre faisaient toujours partie du catalogue d'Augener en 1861 . Ses deux opéras, Cantemire et Omar and Leila, eurent moins de succès. Il composa également des œuvres sacrées et plusieurs chants et quatuors vocaux.